# Tenis en Bélgica

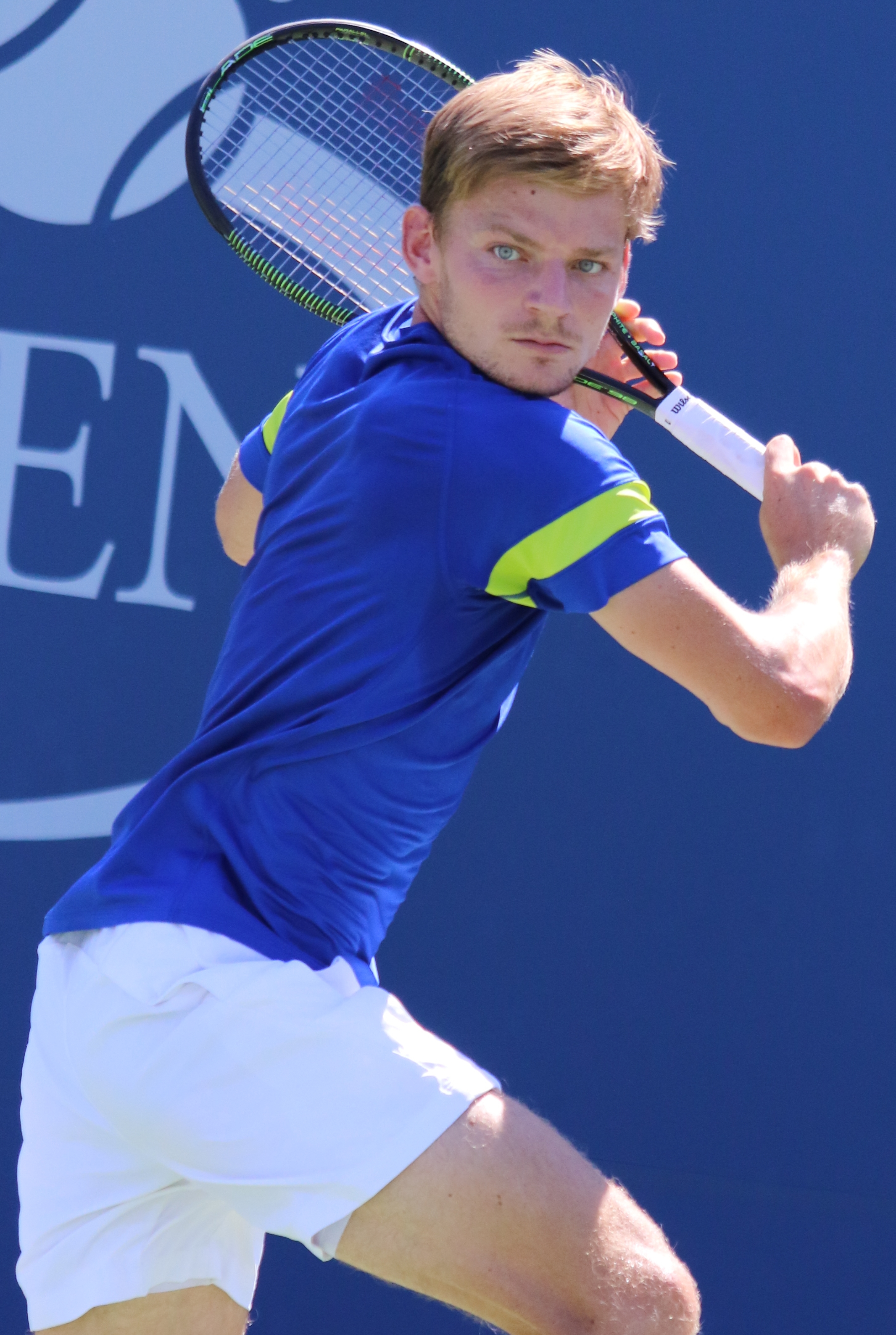
David Goffin es el mejor tenista belga de la historia, ganador de 4 títulos ATP y n.º 8 del ranking ATP.

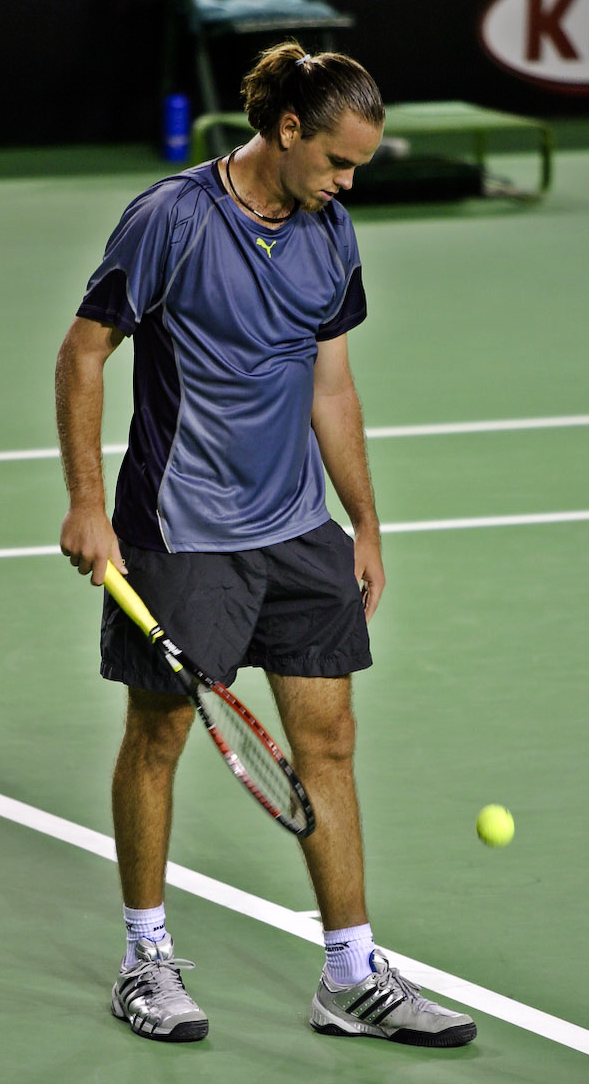
Xavier Malisse ganador de 3 títulos y 19 del ranking ATP.

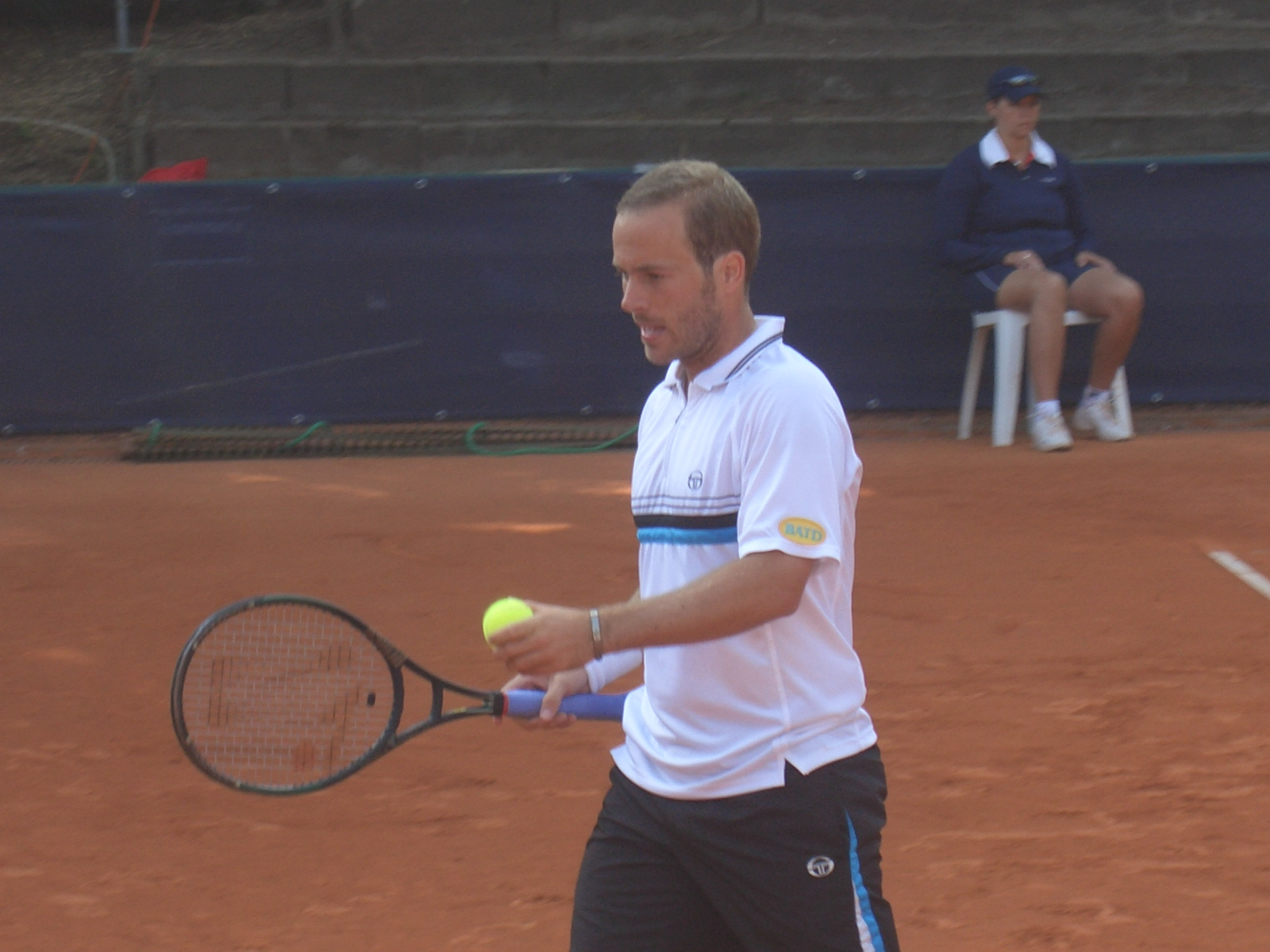
Olivier Rochus ganador de 3 títulos ATP y n.º 24 del ranking ATP

El tenis belga ha logrado mayor protagonismo a partir del siglo XXI con tenistas como Xavier Malisse, Olivier Rochus, o Kristof Vliegen, teniendo presencia común entre los Top 30 del ranking. En la década de los 2010s apareció David Goffin quien ya es la mayor estrella del tenis de su país y se proyecta como uno de los dominantes del circuito en los años siguientes dada su juventud. 
A nivel de representación nacional, el Equipo de Copa Davis de Bélgica logró su mejor participación en la Copa Davis 2015 y en la Copa Davis 2017 cuando alcanzaron la final de la mano de David Goffin y Steve Darcis.

## Mejores en el ranking ATP en individuales masculino
Tenistas belgas que han estado entre los 100 mejores del ranking ATP.
| Singlista         | Mejor puesto | Año  | Títulos |
| ----------------- | ------------ | ---- | ------- |
| David Goffin      | 7.º          | 2017 | 6       |
| Xavier Malisse    | 19.º         | 2002 | 3       |
| Libor Pimek       | 21.º         | 1985 | 1       |
| Olivier Rochus    | 24.º         | 2005 | 3       |
| Kristof Vliegen   | 30.º         | 2006 | 0       |
| Steve Darcis      | 38.º         | 2017 | 2       |
| Christophe Rochus | 38.º         | 2006 | 0       |
| Filip Dewulf      | 39.º         | 1997 | 2       |
| Bernard Boileau   | 42.º         | 1983 | 0       |
| Zizou Bergs       | 49.º         | 2025 | 0       |
| Raphaël Collignon | 81.º         | 2025 | 0       |
| Ruben Bemelmans   | 84.º         | 2015 | 0       |
| Dick Norman       | 85.º         | 2006 | 0       |
| Kimmer Coppejans  | 97.º         | 2015 | 0       |